# ジノ・サニ
ジノ・サニ（Dino Sani, 1932年5月23日 - ）は、ブラジル出身のサッカー選手及びサッカー指導者。

## 来歴
地元クラブのパルメイラスで選手としてのキャリアをスタートさせ、続いてキンゼ・デ・ジャウー、コメルシアウFC、サンパウロに所属した。1959年からはアルゼンチン・プリメーラ・ディビシオンのボカ・ジュニアーズでプレーした。1961年から1964年までイタリア・セリエAのACミランでプレーし、1961-62シーズンにスクデット、1962-63シーズンにヨーロピアンカップを獲得した。
ブラジル代表のメンバーとして、1957年と1959年 (アルゼンチン大会)の南米選手権に出場、優勝した1958 FIFAワールドカップでもメンバーの一員だった。
ミランを退団後はブラジルに戻り、コリンチャンスでのプレーを最後に現役を退いた。監督に転身し、インテルナシオナル、ゴイアス、パルメイラス、コリチーバ、ペニャロール、フラメンゴ、フルミネンセ、ボカ・ジュニアーズ、カタール代表、グレミオを指導した。また日本では、与那城ジョージ監督時代（1980年代後半）の読売サッカークラブで「特別コーチ」として指導していたことがある。

## 所属クラブ
- 1950-1951  SEパルメイラス
- 1951  キンゼ・デ・ジャウー
- 1952-1953  コメルシアウFC（ポルトガル語版）
- 1954-1959  サンパウロFC
- 1959-1961  ボカ・ジュニアーズ
- 1961-1964  ACミラン
- 1965-1968  SCコリンチャンス・パウリスタ

## 指導歴
- 1969-1970  SCコリンチャンス・パウリスタ
- 1971-1974  SCインテルナシオナル
- 1974  ゴイアスEC
- 1975  SCコリンチャンス・パウリスタ
- 1975  SEパルメイラス
- 1976  コリチーバFC
- 1977-1980  CAペニャロール
- 1981  CRフラメンゴ
- 1982  フルミネンセFC
- 1983-1984  SCインテルナシオナル
- 1984  ボカ・ジュニアーズ
- 1985  コリチーバFC
- 1989-1990  カタール代表[7]
- 1991-1992  グレミオFBPA

## タイトル

### 選手
サンパウロ
- サンパウロ州選手権 : 1957

ACミラン
- セリエA : 1961-62
- UEFAチャンピオンズカップ : 1962-63

コリンチャンス
- トルネイオ・リオ＝サンパウロ : 1966

ブラジル代表
- FIFAワールドカップ : 1958

### 指導者
インテルナシオナル
- リオグランデドスル州選手権：3回 (1971, 1972, 1973)

ペニャロール
- ウルグアイ・リーグ : 2回 (1978, 1979)[8]

グレミオ
- コパ・ド・ブラジル : 1回 (1991)[9]